# Dobrușa (okręg Vâlcea)
Dobrușa – wieś w Rumunii, w okręgu Vâlcea, w gminie Ștefănești. W 2011 roku liczyła 1050 mieszkańców.